# Mantissa
En matemàtica la mantissa es defineix en el context dels nombres reals, com a part fraccionària positiva, igual al valor menys el major sencer inferior.
Per a 3.14159 la mantissa seria 0.14159.
En logaritmes, la mantissa és la part fraccionària del logaritme (la part sencera s'anomena característica).
En informàtica, la mantissa es relaciona històricament amb 
- la part fraccionària de l'expressió d'un nombre en coma flotant, actualment anomenada significand, excloent el signe
- els bits corresponents a la representació de l'anterior en l'estàndard IEEE 754 que no coincideix en valor degut a l'omissió, en base dos, del bit inicial (constant), anomenat el bit amagat.

## Significand
Si volem representar un nombre maximitzant la capacitat de precisió, representarem els dígits significatius en coma fixa, i, a banda, l'exponent necessari per a recuperar-ne el valor original.
Per representar 123,45 la primera opció és fixar la coma després del primer dígit significatiu (Notació científica)
```
1,2345 * 10²
```

L'estàndard "Language Independent Arithmetic" especifica que la posició de la coma ha de precedir el primer dígit significatiu.
```
0,12345 * 10
3
```

El coeficient s'anomena el significand.
En base dos, el primer dígit significatiu no pot ser altre que l'1 i per tant, la representació segons la norma IEEE 754 se l'estalvia, anomenant-lo el bit amagat, guanyant un bit per millorar la precisió.